# モスルダム
モスルダム（アラビア語: سد الموصل 、 英語: Mosul Dam）は、イラク最大のダムであり、同国の主要な電力供給源となっている。
2006年9月、アメリカ陸軍工兵司令部は、基礎が浸食されているとして決壊の危険性を指摘、モスルダムは世界で最も危険なダムだと述べた
。

## 脚注

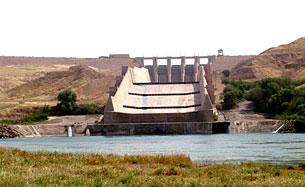
モスルダム
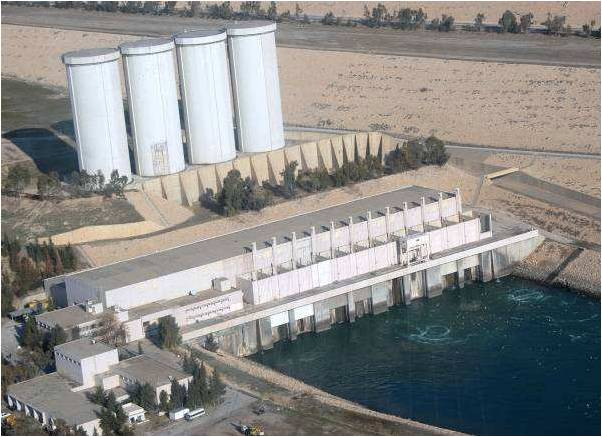
モスルダム水力発電所、2007年
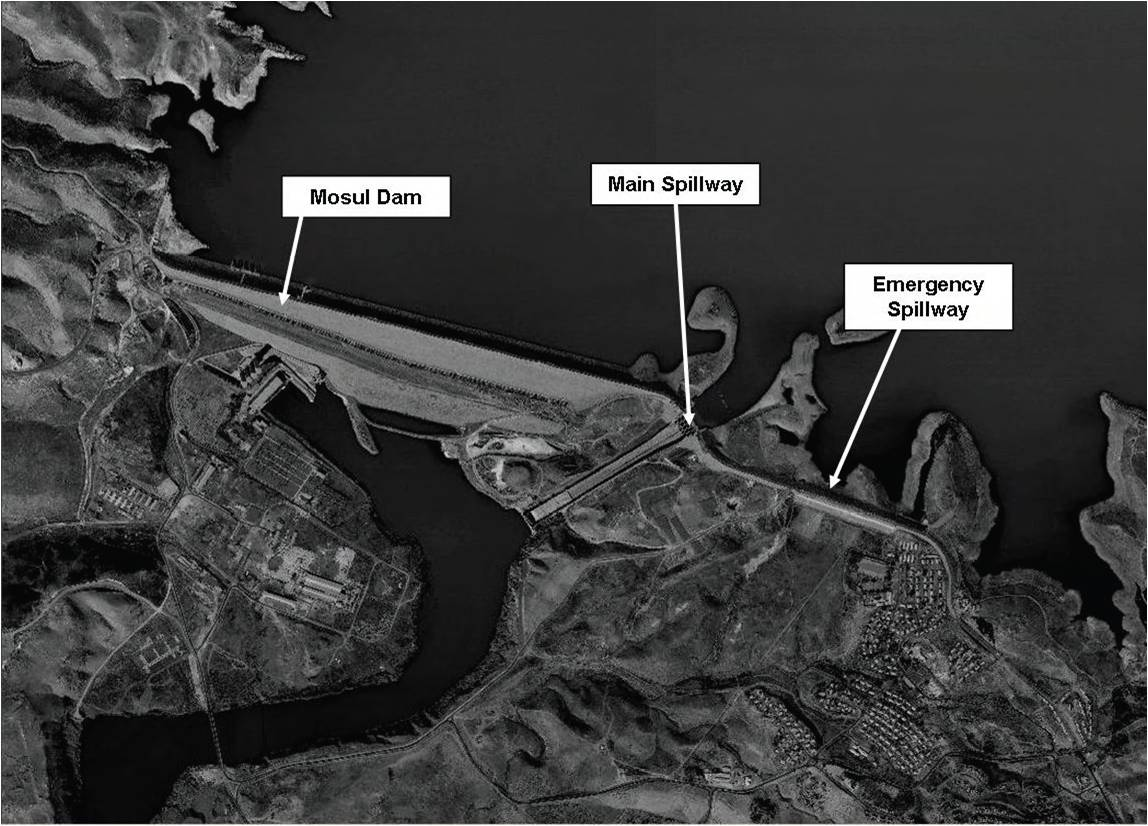
モスルダムの本体と放水路、2011年6月12日